# نفرماعت
نفرماعت (به انگلیسی: Nefermaat) شاهزاده‌ای مصری و پسر شاه سنفرو، نخستین فرعون دودمان چهارم مصر بود. او وزیر ارشد دربار پدر بود. معنای نام او «عدالت برتر است» می‌باشد.

## آرامگاه
نفرماعت در مصطبه شماره ۱۶ در می‌دوم به خاک سپرده شد. او یکی از چندین نزدیکان فرعون سنفرو بود که در آن منطقه به خاک سپرده می‌شدند. این آرامگاه به خاطر روش ویژه نقاشی کشیدن صحنه‌ها در آن نامدار است. سنگتراشان تصاویری عمق‌دار را در دیوار کنده و سپس این حجم‌ها توسط رنگ پر گشته‌اند. این روش کار زیادی می‌طلبیده و بتونه به کار رفته پس از مدتی خشک و ترک‌خورده می‌شده و فرو می‌افتاده ولی با این حال صحنه‌هایی بسیار طبیعی می‌آفریده. این روش به دلیل مشکلات مرتبط با آن از سوی دیگر مصریان پس از نفرماآت پیگیری نشد.
این آرامگاه همچنین برای اثری مشهور به «غازهای می‌دوم» شناخته شده‌است؛ اثری که امروزه در موزه مصر در قاهره نگهداری می‌شود. در این نگاره که به روش گفته شده و با بتونه رنگی ساخته شده شش غاز به تصویر کشیده شده‌اند؛ سه تا از آن‌ها به چپ و سه تای دیگر به راست متمایلند. غاز جلویی در هر یک از دو دسته سر به سوی پایین دارد و در حال چریدن است، دو غاز دیگر سرهایشان به بالا است. عدد ۳ در نوشتار مصر باستان نماد زیادی و فراوانی بوده‌است و این گروه‌ها نماد تعداد زیادی غاز هستند. به خاطر ویژگی‌های زیبایی‌شناختی این اثر، از آن به عنوان یک شاهکار هنری یاد می‌شود.

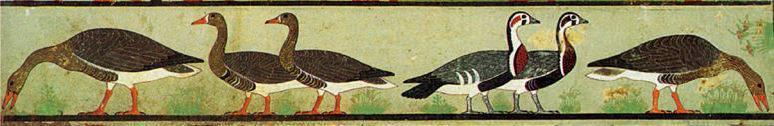
غازهای می‌دوم در آرامگاه نفرماعت و ایتت، موزه قاهره